# 1736 a tudományban
Az 1736. év a tudományban és a technikában.

## Díjak
- Copley-érem: John Theophilus Desaguliers

## Születések
- Joseph Louis Lagrange francia matematikus, fizikus, csillagász († 1813)
- január 19. – James Watt, matematikus és mérnök († 1819)
- június 14. – Charles Augustin de Coulomb, fizikus († 1806)

## Halálozások
- szeptember 16. – Gabriel Fahrenheit, fizikus és mérnök (* 1686)